# 吉尔陨击坑

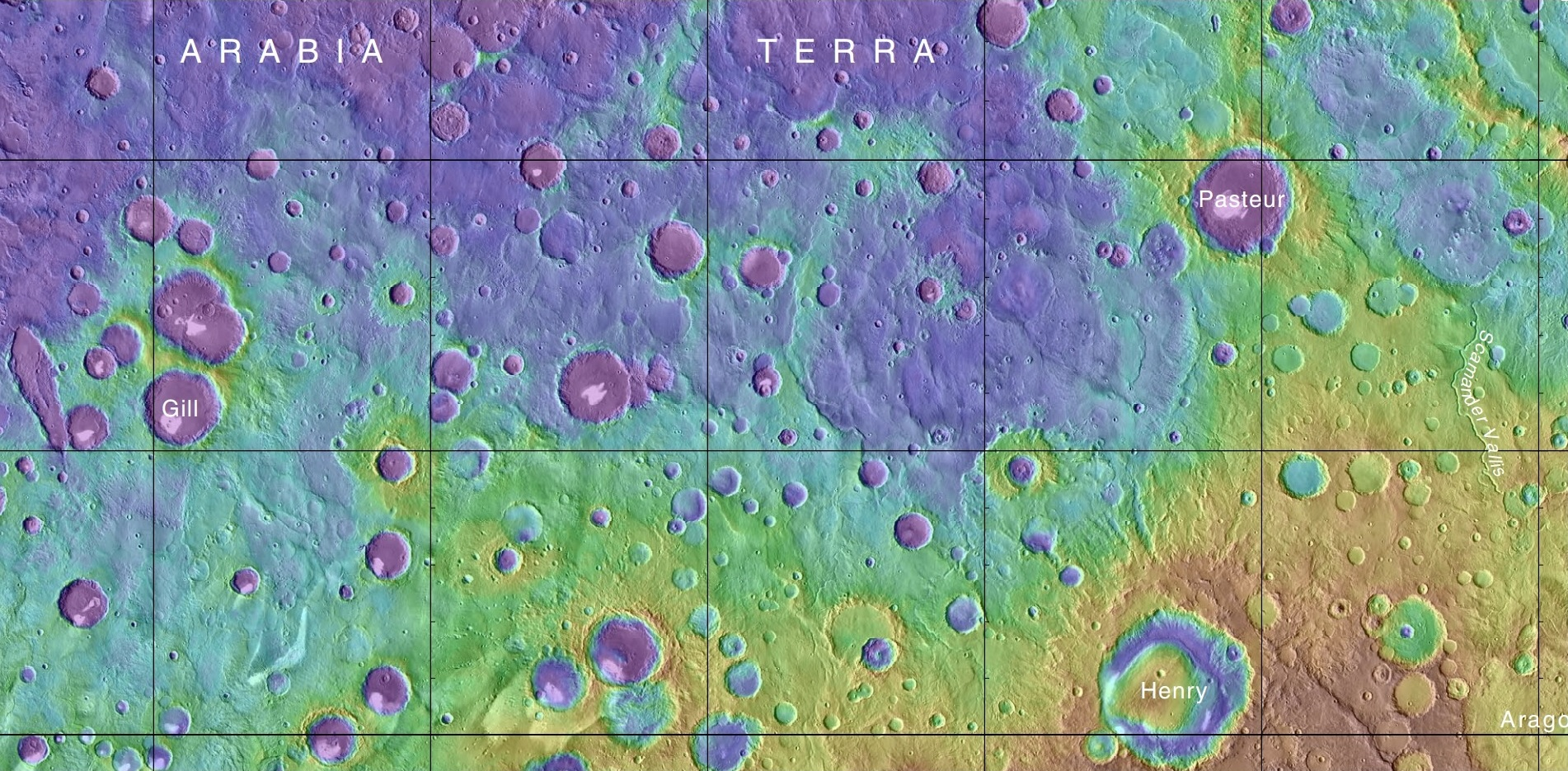
显示吉尔陨击坑及附近其他陨坑的激光高度计地图

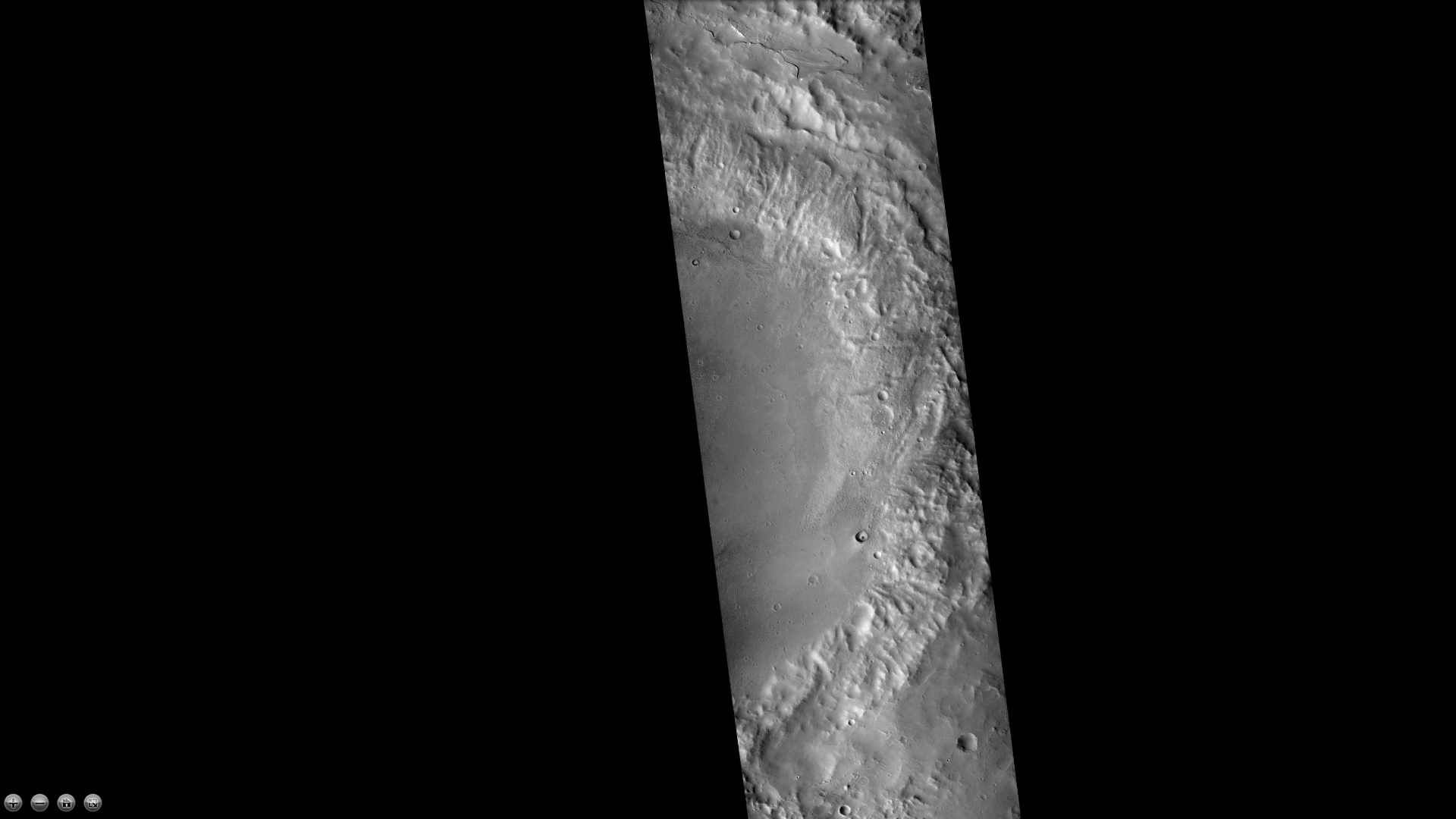
火星勘测轨道飞行器背景相机拍摄的吉尔陨击坑。

吉尔陨击坑（Gill）是火星阿拉伯区的一座撞击坑，中心坐标位于北纬15.9度、西经354.6度处，直径约83公里，其名称取自苏格兰天文学家戴维·吉尔（1843年-1914年），1973年被国际天文联合会正式批准接受。

## 另请查看
- 火星气候
- 火星地质
- 撞击坑
- 撞击事件
- 火星撞击坑
- 火星矿石资源
- 行星体系命名法